# Савезно извршно веће
Савезно извршно веће (ијек. Савезно извршно вијеће, СИВ; мкд. Сојузни извршен совет, СИС; словен. Zvezni izvršni svet, ZIS) било је највиши извршни орган Социјалистичке Федеративне Република Југославије (СФРЈ).
Успостављено је 1953. године, када је преузело надлежности Владе ФНРЈ. Имало је задатак да се стара о спровођењу закона, да врши надзор над радом савезне управе и обавља друге послове из надлежности Федерације. Састојало се од најмање 15 чланова, које је бирала Савезна народна скупштина. Председници републичких и покрајинских извршних већа аутоматски су улазили у састав СИВ-а.
Савезно извршно веће се састојало од пет државних секретаријата (за народну одбрану, иностране послове, унутрашње послове, финансије и робни промет), Комитета за спољну трговину и 12 секретаријата СИВ-а (управе, дирекције, управне установе, инспекторијати и комисије).
У периоду до 1963. године функцију председника СИВ-а вршио је, по Уставу, председник ФНРЈ, а од 1963. године председника СИВ-а је бирала Савезна народна скупштина.
Седиште Савезног извршног већа се налазило од 1953. до 1961. године у Старом двору а од 1961. у Палати федерације на Новом Београду.

## Председници Савезног извршног већа
- Јосип Броз Тито — од 14. јануара 1953. до 29. јануара 1963.
- Петар Стамболић — од 29. јануара 1963. до 16. маја 1967.
- Мика Шпиљак — од 16. маја 1967. до 18. маја 1969.
- Митја Рибичич — од 18. маја 1969. — до 30. јула 1971.
- Џемал Биједић — од 30. јула 1971. до 18. јануара 1977.
- Веселин Ђурановић — од 14. фебруара 1977. до 16. маја 1982.
- Милка Планинц — од 16. маја 1982. до 15. маја 1986.
- Бранко Микулић — од 15. маја 1986. до 16. марта 1989.
- Анте Марковић — од 16. марта 1989. до 20. децембра 1991.
- Александар Митровић — од 20. децембра 1991. до 28. априла 1992.

## Савезни секретари
- Савезни секретари за народну одбрану:
  - Генерал армије Иван Гошњак — од 14. јануара 1953. до 18. маја 1967.
  - Генерал армије Никола Љубичић — од 18. маја 1967. до 16. маја 1982.
  - Адмирал флоте Бранко Мамула — од 16. маја 1982. до 15. маја 1988.
  - Генерал армије Вељко Кадијевић — од 15. маја 1988. до 8. јануара 1992.
  - Генерал пуковник Благоје Аџић — од 8. јануара 1992. до 8. маја 1992. (вршилац дужности)
  - Генерал пуковник Живота Панић — од 8. маја 1992. до 14. јула 1992. (вршилац дужности)
- Савезни секретари за иностране послове:
  - Коча Поповић — 14. јануара 1953. до 23. априла 1965.
  - Марко Никезић — од 23. априла 1965. до 25. децембра 1968.
  - Мишо Павићевић — од 25. децембра 1968. до 25. априла 1969. (в. д)
  - Мирко Тепавац — од 25. априла 1969. до 1. новембра 1972.
  - Јакша Петрић — од 1. новембра 1972. до 15. децембра 1972. (в. д)
  - Милош Минић — од 16. децембра 1972. до 15. маја 1978.
  - Јосип Врховец — од 17. маја 1978. до 17. маја 1982.
  - Лазар Мојсов — од 17. маја 1982. до 15. маја 1984.
  - Раиф Диздаревић — од 15. маја 1984. до 30. децембра 1987.
  - Будимир Лончар — од 31. децембра 1987. до 12. децембра 1991.
  - Миливоје Максић — од 12. децембра 1991. до 28. априла 1992. (в. д)
- Савезни секретари за унутрашње послове:
  - Светислав Стефановић Ћећа — од 14. јануара 1953. до 18. априла 1963.
  - Војин Лукић — од 18. априла 1963. до 12. марта 1965.
  - Милан Мишковић — од 12. марта 1965. до 18. маја 1967.
  - Радован Стијачић — од 18. маја 1967. до 30. јула 1971.
  - Џемал Биједић — од 30. јула 1971. до 3. децембра 1971.
  - Лука Бановић — од 3. децембра 1971. до 17. маја 1974.
  - Фрањо Херљевић — од 17. маја 1974. до 16. маја 1982.
  - Стане Доланц — од 16. маја 1982. до 15. маја 1984.
  - Доброслав Ћулафић — од 15. маја 1984. до 16. маја 1989.
  - Петар Грачанин — од 16. маја 1989. до 14. јула 1992.
- Савезни секретари за финансије:
  - Авдо Хумо — од 1956. до 1958.
  - Никола Минчев — од 1958. до 1962.
  - Киро Глигоров — од 1962. до 1967.
  - Јанко Смоле — од 1967. до 1974.
  - Момчило Цемовић — од 17. маја 1974. до 16. маја 1978.
  - Петар Костић — од 16. маја 1978. до 16. маја 1982.
  - Јоже Флоријанчић — од 16. маја 1982. до 13. децембра 1983.
  - Владо Клеменчић — од 13. децембра 1983. до 16. маја 1986.
  - Светозар Рикановић — од 16. маја 1986. до 16. марта 1989.
  - Бранко Зекан — од 16. марта 1989. до 1991.
- Савезни секретари за робни промет: